# Eva Mazauric
Pour les articles homonymes, voir Mazauric.
Eva Mazauric est une actrice française née en 1974 à Nîmes.

## Filmographie

### Cinéma
- 1989 : Vanille Fraise de Gérard Oury
- 1999 : Un pur moment de rock'n roll de Manuel Boursinhac
- 2003 : Osmose de Raphaël Fejtö
- 2009 : Le Dernier pour la route de Philippe Godeau
- 2011 : L'Art de séduire de Guy Mazarguil

### Télévision
- 1991 : Le Roi Mystère de Paul Planchon
- 1999 : Joséphine ange gardien (1 épisode) ( épisode 7 ) : Nicole brunner
- 2002 : Les Filles du calendrier de Jean-Pierre Vergne
- 2002 : Maigret, épisode Maigret à l'école réalisé par Yves de Chalonge (série TV) : Thérèse
- 2003 : Sauveur Giordano (1 épisode)
- 2004 : Clochemerle de Daniel Losset
- 2004 : Les Filles du calendrier sur scène de Jean-Pierre Vergne
- 2008 : État de manque de Claude d'Anna
- 2008 : Le vernis craque de Daniel Janneau
- 2011 : Les Ripoux anonymes de Claude Zidi et Julien Zidi
- 2011 : Le Bon Samaritain de Bruno Garcia
- 2018 : Munch (saison 2) (2 épisodes)
- 2020 : Au-dessus des nuages de Jérôme Cornuau